# CA-841
La CA-841 es una carretera autonómica de Cantabria perteneciente a la Red Local y que sirve de acceso a la población de Prío.

## Nomenclatura

Indicador

Su nombre está formado por las iniciales CA, que indica que es una carretera autonómica de Cantabria, y el dígito 841 es el número que recibe según el orden de nomenclaturas de las carreteras de la comunidad autónoma. La centena 8 indica que se encuentra situada en el sector comprendido entre la carretera nacional N-634 al norte, el límite provincial al oeste y sur, y la carretera nacional N-611 al este.

## Historia
Su denominación anterior era SV-2232.

## Trazado actual
Tiene su origen en la intersección con la N-621 situada en el núcleo de Molleda y su final en Prío a 100 m s. n. m., ambas localidades situadas en el término municipal de Val de San Vicente, municipio por el que discurre la totalidad de su recorrido de 1,8 kilómetros. El trazado discurre en paralelo a un arroyo afluente del río Deva.
Su inicio se sitúa a una altitud de 20 m s. n. m. y el fin de la vía está situada a 100 m s. n. m., en la divisoria de los ríos Deva y Nansa.
La carretera tiene dos carriles, uno para cada sentido de circulación, y una anchura total de 5 metros sin arcenes.

## Actuaciones
El IV Plan de Carreteras no contempla actuaciones a realizar en esta carretera.

## Transportes
No hay líneas de transporte público que recorran la carretera CA-841.

## Recorrido y puntos de interés
En este apartado se aporta la información sobre cada una de las intersecciones de la CA-841 así como otras informaciones de interés.
| Esquema       | PK  | Sentido Prío (creciente) | Sentido Prío (creciente) | Sentido Prío (creciente)                          | Sentido Prío (creciente)                          | Sentido N-621 (decreciente)                       | Sentido N-621 (decreciente)                       | Sentido N-621 (decreciente) | Sentido N-621 (decreciente) | Incidencias |
| Esquema       | PK  | Velocidad                | Elemento                 | Salida                                            | Salida                                            | Salida                                            | Salida                                            | Elemento                    | Velocidad                   | Incidencias |
| Esquema       | PK  | Velocidad                | Elemento                 | Dir.                                              | Nombre                                            | Nombre                                            | Dir.                                              | Elemento                    | Velocidad                   | Incidencias |
| ------------- | --- | ------------------------ | ------------------------ | ------------------------------------------------- | ------------------------------------------------- | ------------------------------------------------- | ------------------------------------------------- | --------------------------- | --------------------------- | ----------- |
|               | 0,0 |                          |                          |                                                   | CA-841 PRIO                                       | N-621 OJEDO POTES ESPINAMA                        |                                                   |                             |                             |             |
| N-621 UNQUERA | 0,0 |                          |                          |                                                   | CA-841 PRIO                                       |                                                   |                                                   |                             |                             |             |
|               | 0,6 |                          |                          | MOLLEDA                                           | MOLLEDA                                           | MOLLEDA                                           | MOLLEDA                                           |                             |                             |             |
|               | 1,7 |                          |                          | PRIO                                              | PRIO                                              | PRIO                                              | PRIO                                              |                             |                             |             |
|               | 1,8 |                          |                          | Final de la carretera en el núcleo urbano de Prío | Final de la carretera en el núcleo urbano de Prío | Final de la carretera en el núcleo urbano de Prío | Final de la carretera en el núcleo urbano de Prío |                             |                             |             |